# Gérard Dion
Gérard Dion (né à Sainte-Cécile-de-Whitton, dans le comté de Frontenac le 5 décembre 1912, mort le 6 novembre 1990) est un prêtre et un professeur québécois.
Il a fait preuve de critique sociale dans les années 1950, dénonçant le cheap labour américain qui sévissait au Québec sous le duplessisme. En 1956, il signe avec son ami et collègue Louis O'Neill un manifeste dénonçant la corruption politique du régime Duplessis. Il meurt à l'âge de 77 ans.

## Distinctions
- 1961 - Membre de la Société royale du Canada
- 1973 -  Officier de l'Ordre du Canada[2]
- 1983 - Médaille Gloire de l'Escolle
- 1987 -  Officier de l'Ordre national du Québec[3]
- 1987 - Médaille Sir John William Dawson

## Hommages
La rue Gérard-Dion a été nommée en son honneur, en 2003, dans la ville de Québec,.